# Polyura sempronius
Polyura sempronius es una especie de lepidóptero de la familia Nymphalidae (subfamilia Charaxinae), del género Polyura.

## Localización
Esta especie se localiza en Australia.